# Maestro (musique)
Pour les articles homonymes, voir Maestro (homonymie).

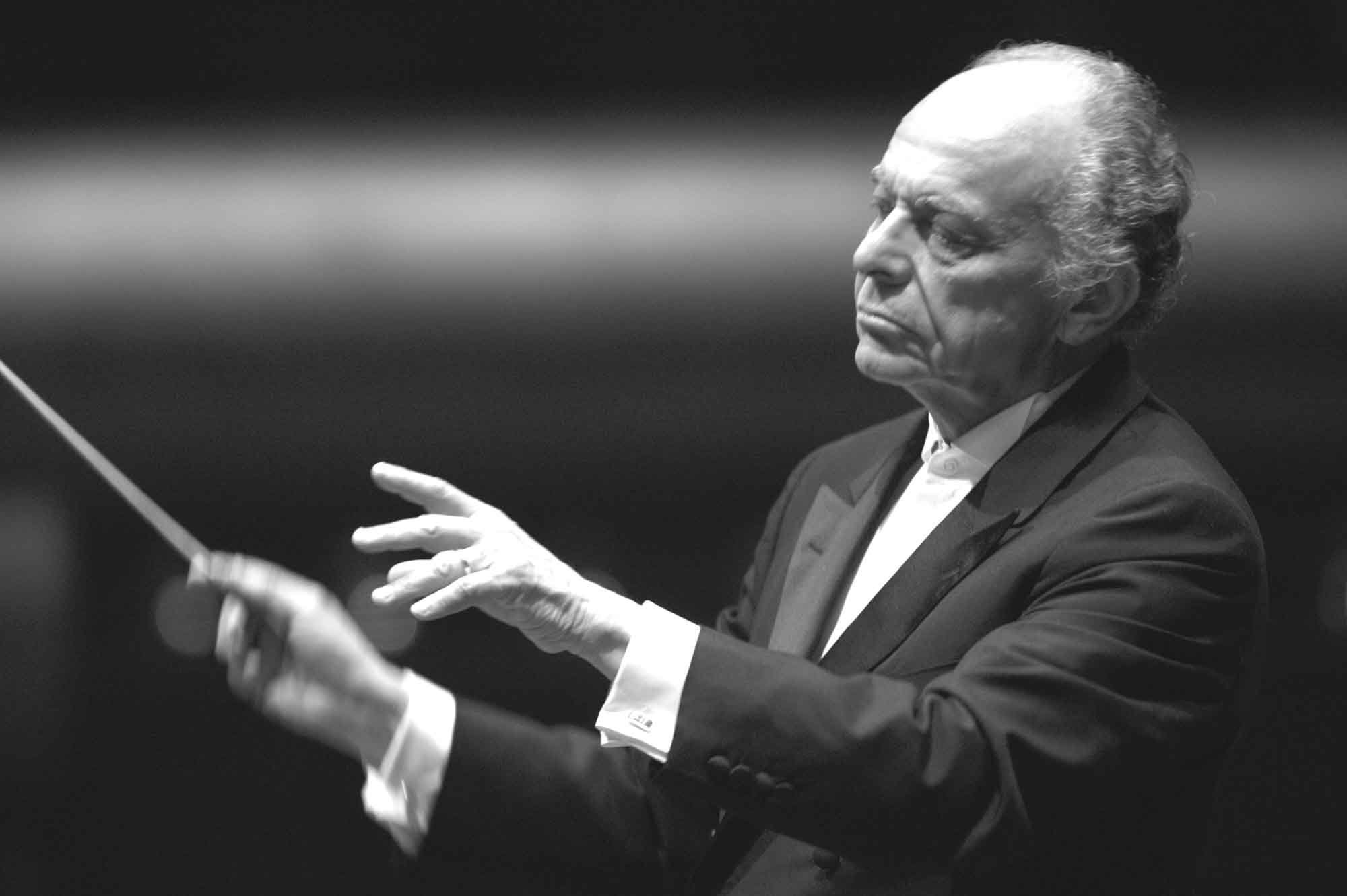
Lorin Maazel, Maestro.

Maestro est un terme italien (en français « maître » ou « professeur »), employé dans le domaine de la musique classique et dans nombre de pays occidentaux, pour nommer, en témoignage de considération, de respect ou d'admiration, une personnalité musicale, le plus souvent un compositeur ou un chef d'orchestre. Il est utilisé seul lorsqu'on s'adresse à la personne ou associé au nom de la personne évoquée.
Entre les XVIIe et XIXe siècles, le terme de maestro associé à un qualificatif est utilisé dans le domaine de l'art lyrique pour désigner différentes fonctions liées au théâtre musical :
- Maestro al cembalo : musicien accompagnant les récitatifs du continuo et dirigeant la représentation depuis le clavecin ; il s'agit souvent du compositeur[3]. Cette fonction, en dehors de l'opéra baroque où le claveciniste est alors désigné sous le terme de continuiste, a aujourd'hui disparu, remplacée par celle du chef d'orchestre ;
- Maestro concertatore e direttore d'orchestra : (en français : « maître concertant et directeur d'orchestre ») c'est le chef d'orchestre d'aujourd'hui ;
- Maestro sostituto ou collaboratore : (en français « remplaçant » ou « collaborateur ») c'est le répétiteur, l'assistant du chef principal ;
- Maestro del coro : (en français « chef de chœur ») assure le travail préparatoire du chœur ;
- Maestro di canto : (en français « chef de chant ») assure le travail préparatoire des chanteurs solistes.